# Beleg van Brunswijk (1615)
In 1615 sloegen de troepen van hertog Frederik Ulrich van Brunswijk-Wolfenbüttel het Beleg voor Brunswijk. Het beleg begon op 22 juli en duurde tot 17 september, toen de hertog het beleg opbrak. Een Nederlandse troepenmacht onder leiding van de latere stadhouder Frederik Hendrik en een leger van de Duitse Hanze dat onder bevel stond van Dodo van Knyphausen waren naar Brunswijk opgetrokken om de stad te ontzetten, maar hertog Frederik Ulrich brak het beleg op voordat het tot een veldslag kon komen. 
Op 21 december sloten de vertegenwoordigers van de stad het Verdrag van Steterburg met de hertog, waarin Frederik Ulrich de vrijheden en privileges van de stad bevestigde en door de stad als hertog gehuldigd werd.